# Pteropus macrotis
Pteropus macrotis is een vleermuis uit het geslacht Pteropus die voorkomt op Nieuw-Guinea en de nabijgelegen eilanden Salawati en Wokam in de Aru-eilanden. De soort komt meestal in drogere habitats voor dan andere Pteropus. De soort is ook gerapporteerd van de Boigu-eilanden in de Straat Torres, maar daarbij bleek het om verkeerd geïdentificeerde exemplaren van P. scapulatus, een overwegend Australische soort, te gaan. De populatie op Wokam wordt als een aparte ondersoort gezien, P. m. epularius Ramsay, 1877.
P. macrotis is een middelgrote, lichtgekleurde vleerhond. De oren zijn zeer groot. De schouders zijn lichtgeel, de rug bruin tot zwart. Net als veel andere vleerhonden heeft ook deze soort geen staart. De kop-romplengte bedraagt 197 tot 237 mm, de voorarmlengte 126 tot 157 mm, de tibialengte 67,5 tot 70,0 mm, de achtervoetlengte 49 tot 54 mm, de oorlengte 34 tot 36 mm en het gewicht 214 tot 480 g (gebaseerd op dieren uit Salawati en de Papoea-Nieuw-Guinese provincie East Sepik).